# Cheimarrichthys fosteri
Famille
Genre
Espèce
Cheimarrichthys fosteri est une espèce de poissons de l'ordre des Perciformes. Il est l'unique représentant de la famille des Cheimarrhichtyidae. Cette espèce est arine, d'eau douce, d'eau saumâtre, démersal et amphibiotique (pouvant vivre en eau douce puis salée). Cette espèce est endémique de la Nouvelle-Zélande.